# Liga Dreptății fără limite
Liga Dreptății fără limite (engleză Justice League Unlimited) este un serial de animație american produs de Warner Bros. Animation care a fost difuzat pe Cartoon Network. Având în distribuție o gamă largă de supereroi din universul DC Comics și bazându-se în special pe echipa de supereroi Liga Dreptății, este o continuare directă a serialului anterior de animație Liga Dreptății și ia loc la aproximativ doi ani după acesta. Liga Dreptății fără limite a debutat în 31 iulie 2004 pe Toonami și s-a terminat pe 13 mai 2006.
Este al optulea și ultimul serial încadrat în Universul animat DC, servind ca o concluzie la ce a început cu Batman: Serialul de Animație în 1992. În special, este serialul cu cea mai strânsă continuitate din Universul animat DC și leagă împreună personaje și fire narative din seriale anterioare. Liga Dreptății fără limite a fost lăudat critic.

## Episoade
| Premiera în România | Nr | Titlu român                                                | Titlu englez                                           |
| ------------------- | -- | ---------------------------------------------------------- | ------------------------------------------------------ |
|                     |    |                                                            |                                                        |
| PRIMUL SEZON        |    |                                                            |                                                        |
|                     |    |                                                            |                                                        |
| 06.05.2006          | 01 | Inițiere                                                   | Initiation                                             |
|                     |    |                                                            |                                                        |
| 07.05.2006          | 02 | Pentru cel ce are totul                                    | For The Man Who Has Everything                         |
|                     |    |                                                            |                                                        |
| 13.05.2006          | 03 | Șoimul și porumbelul                                       | Hawk And Dove                                          |
|                     |    |                                                            |                                                        |
| 14.05.2006          | 04 | Simetrie temătoare                                         | Fearful Symmetry                                       |
|                     |    |                                                            |                                                        |
| 20.05.2006          | 05 | Chestii de copii                                           | Kid Stuff                                              |
|                     |    |                                                            |                                                        |
| 10.06.2006          | 06 | Purcelușul                                                 | This Little Piggy                                      |
|                     |    |                                                            |                                                        |
| 21.05.2006          | 07 | Întoarcerea                                                | The Return                                             |
|                     |    |                                                            |                                                        |
| 27.05.2006          | 08 | Cea mai grozavă poveste nespusă vreodată                   | The Greatest Story Never Told                          |
|                     |    |                                                            |                                                        |
| 03.06.2006          | 09 | Ultimatum                                                  | Ultimatum                                              |
|                     |    |                                                            |                                                        |
| 28.05.2006          | 10 | Inimă întunecată                                           | Dark Heart                                             |
|                     |    |                                                            |                                                        |
| 13.07.2006          | 11 | Trezește moartea                                           | Wake The Dead                                          |
|                     |    |                                                            |                                                        |
| 04.06.2006          | 12 | Unicul și viitorul lucru, partea 1: Povești bizare vestice | The Once And Future Thing, Part 1: Weird Western Tales |
|                     |    |                                                            |                                                        |
| 15.07.2006          | 13 | Unicul și viitorul lucru, partea a 2-a: Timp deformat      | The Once And Future Thing, Part 2: Time, Warped        |
|                     |    |                                                            |                                                        |
| SEZONUL 2           |    |                                                            |                                                        |
|                     |    |                                                            |                                                        |
| 11.06.2006          | 14 | Pisica și canarul                                          | The Cat And The Canary                                 |
|                     |    |                                                            |                                                        |
| 17.06.2006          | 15 | Legăturile ce unesc                                        | The Ties That Bind                                     |
|                     |    |                                                            |                                                        |
| 18.06.2006          | 16 | Sancțiunea judecății de apoi                               | The Doomsday Sanction                                  |
|                     |    |                                                            |                                                        |
| 24.06.2006          | 17 | Sarcina forței X                                           | Task Force X                                           |
|                     |    |                                                            |                                                        |
| 25.06.2006          | 18 | Balanța                                                    | The Balance                                            |
|                     |    |                                                            |                                                        |
| 01.07.2006          | 19 | Întâlnire dublă                                            | Double Date                                            |
|                     |    |                                                            |                                                        |
| 02.07.2006          | 20 | Conflict                                                   | Clash                                                  |
|                     |    |                                                            |                                                        |
| 24.07.2006          | 21 | Luna vânătorului                                           | Hunter’s Moon                                          |
|                     |    |                                                            |                                                        |
| 23.07.2006          | 22 | Autoritatea de întrebări                                   | Question Authority                                     |
|                     |    |                                                            |                                                        |
| 25.07.2006          | 23 | Punct de aprindere                                         | Flashpoint                                             |
|                     |    |                                                            |                                                        |
| 26.07.2006          | 24 | Panică în ceruri                                           | Panic In The Sky                                       |
|                     |    |                                                            |                                                        |
| 27.07.2006          | 25 | Cădem împărțit                                             | Divided We Fall                                        |
|                     |    |                                                            |                                                        |
| 28.07.2006          | 26 | Epilog                                                     | Epilogue                                               |
|                     |    |                                                            |                                                        |
| SEZONUL 3           |    |                                                            |                                                        |
|                     |    |                                                            |                                                        |
| 06.10.2007          | 27 | Eu sunt legiune                                            | I Am Legion                                            |
|                     |    |                                                            |                                                        |
| 06.10.2007          | 28 | Umbra șoimului                                             | Shadow Of The Hawk                                     |
|                     |    |                                                            |                                                        |
| 07.10.2007          | 29 | Haos la nucleul pământului                                 | Chaos At The Earth’s Core                              |
|                     |    |                                                            |                                                        |
| 07.10.2007          | 30 | Pe alt mal                                                 | To Another Shore                                       |
|                     |    |                                                            |                                                        |
| 13.10.2007          | 31 | Blaț și substanță                                          | Flash And Substance                                    |
|                     |    |                                                            |                                                        |
| 13.10.2007          | 32 | Răfuială moartă                                            | Dead Reckoning                                         |
|                     |    |                                                            |                                                        |
| 14.10.2007          | 33 | Act patriot                                                | Patriot Act                                            |
|                     |    |                                                            |                                                        |
| 14.10.2007          | 34 | Marele jaf de creier                                       | The Great Brain Robbery                                |
|                     |    |                                                            |                                                        |
| 20.10.2007          | 35 | Meci de oftică                                             | Grudge Match                                           |
|                     |    |                                                            |                                                        |
| 20.10.2007          | 36 | Departe de casă                                            | Far From Home                                          |
|                     |    |                                                            |                                                        |
| 21.10.2007          | 37 | Istorie veche                                              | Ancient History                                        |
|                     |    |                                                            |                                                        |
| 21.10.2007          | 38 | Viu                                                        | Alive!                                                 |
|                     |    |                                                            |                                                        |
| 27.10.2007          | 39 | Distrugătorul                                              | Destroyer                                              |
|                     |    |                                                            |                                                        |

## Legături externe
- Liga Dreptății fără limite la Big Cartoon DataBase
- Liga Dreptății fără limite la Internet Movie Database
- Liga Dreptății fără limite la TV.com